# Stenocaris intermedia
Stenocaris intermedia är en kräftdjursart som beskrevs av Ito 1972. Stenocaris intermedia ingår i släktet Stenocaris och familjen Canthocamptidae. Inga underarter finns listade i Catalogue of Life.